# 大和南インターチェンジ
大和南インターチェンジ（やまとみなみインターチェンジ）は、福岡県柳川市大和町にある有明海沿岸道路（高田大和バイパス）のインターチェンジである。
大牟田方面出入口のみのハーフインターチェンジである。

## 歴史
- 2009年3月14日 : 高田IC-大和南IC間開通に伴い供用開始
- 2012年9月9日 : 大和南IC-徳益IC間開通

## 道路
- 有明海沿岸道路（高田大和バイパス）

## 接続する道路
- 福岡県道771号谷垣徳益線

## 周辺
- やまと競艇学校
- 柳川市役所 大和支所
- 西鉄中島駅（西鉄天神大牟田線）
- 中島商店街
- ふれあい自然の家

## 隣
有明海沿岸道路（高田大和バイパス）
高田IC - 大和南IC - 大和北IC